# Reformwinkel

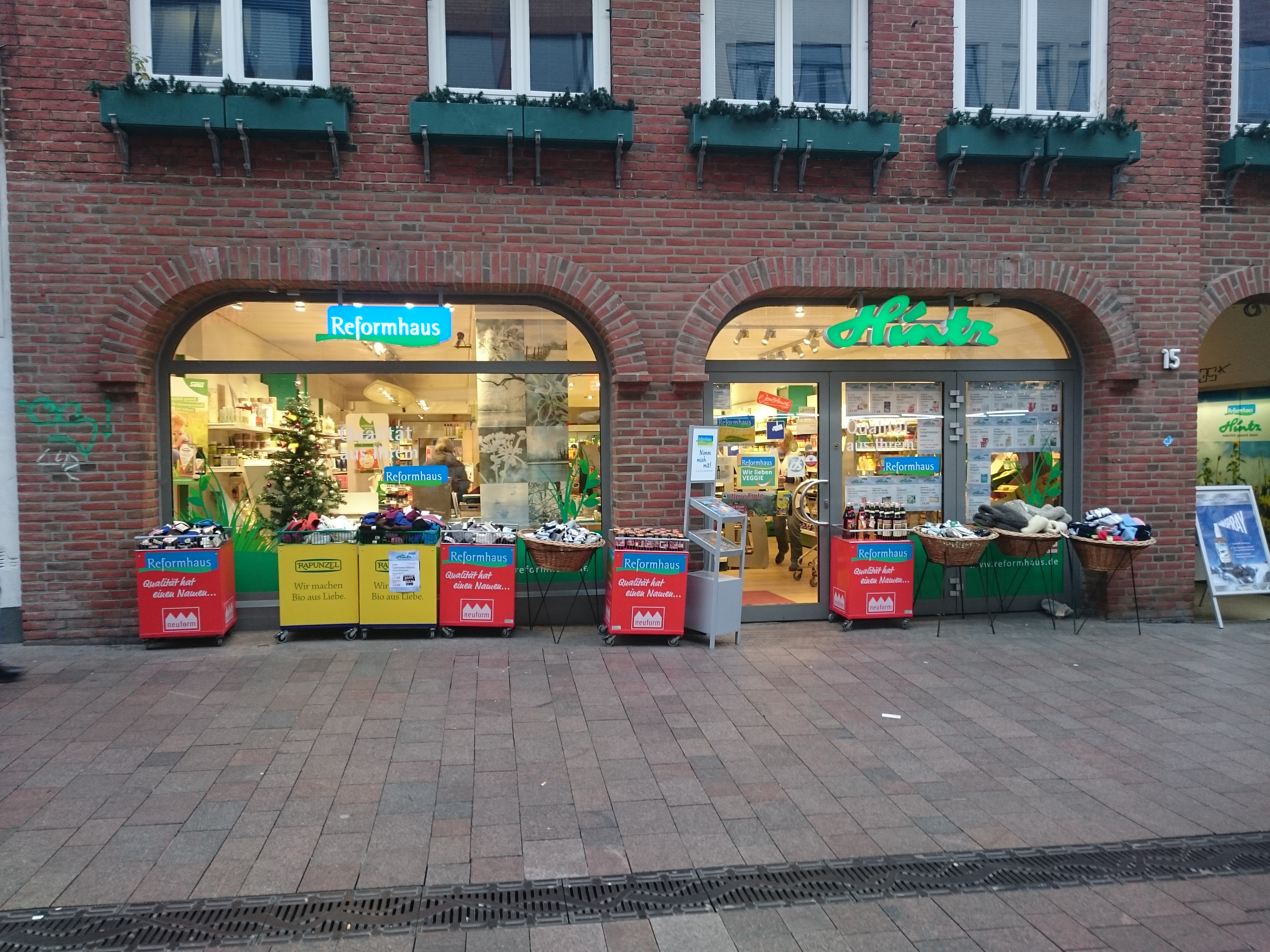
Een reformwinkel in Flensburg

Een reformwinkel is een winkel waar men zogenoemde reformproducten koopt: producten die door aanhangers van de reformbeweging als gezond gezien worden zoals ongeraffineerd voedsel en 'natuurlijke geneesmiddelen'.

## Ontstaan
De reformwinkel is voortgekomen uit de reformbeweging die aan het einde van de 19de eeuw in Duitsland ontstond. Binnen deze beweging streefde men naar meer gezonde natuurlijke voeding en geneesmiddelen, maar de samenleving moest volgens de aanhangers in veel meer opzichten veranderen. De eerste reformwinkel werd geopend in Berlijn in 1887, al werd die naam nog niet gebruikt. De term reformwinkel ontstond ongeveer in 1900. 
In Nederland werd in 1936 de Vereniging van Nederlandse Reformhuizen (VNR) opgericht. In Nederland bestonden omstreeks 1980 nog ongeveer 100 van deze winkels. Zonnatura is een bekend merk waaronder veel reformproducten worden aangeboden.

## Reformproducten
Reformvoedsel bevat zo weinig mogelijk geraffineerde stoffen. Men raadt het gebruik van alcohol en tabak af en als alternatief voor koffie en thee zijn er 
van graan gemaakte koffievervangers of kruidenmengsels. Andere reformproducten zijn tarwekiemen/zemelen, lecithine en dieetproducten.   Naast voedsel bieden reformwinkels diverse 'alternatieve' geneesmiddelen aan, zoals geneeskrachtige kruiden en homeopathische middelen.